# Denis Kirwan Bernard
Denis Kirwan Bernard, britanski general, * 1882, † 1956.